# Comuna Novosilkî, Zolociv
Novosilkî (în ucraineană Новосілки) este o comună în raionul Zolociv, regiunea Liov, Ucraina, formată din satele Mîtulîn și Novosilkî (reședința).

## Demografie
Componența lingvistică a comunei Novosilkî
     Ucraineană (99,89%)
Conform recensământului din 2001, majoritatea populației comunei Novosilkî era vorbitoare de ucraineană (99,89%), existând în minoritate și vorbitori de alte limbi.